# Frédéric Rabold
Frédéric Rabold (* 23. November 1944 in Paris, Frankreich) ist ein deutscher Jazzmusiker (Trompete, Flügelhorn, Komposition).

## Leben und Wirken
Rabold studierte von 1961 bis 1964 an der Hochschule für Musik Karlsruhe. Ab 1965 spielte er im Alex Lauser Quartett. 1968 gründete er seine erste Frédéric Rabold Crew, die rasch für Aufmerksamkeit in der deutschen Modern-Jazz-Szene sorgte und an maßgeblichen Festivals teilnehmen konnte. Im Auftrag des Goethe-Instituts unternahm die Gruppe ausgedehnte Tourneen durch Osteuropa. Den verschiedenen Besetzungen dieser Crew gehörten u. a. Herbert Joos, Bernd Konrad, Paul Schwarz, Eberhard Weber, Thomas Stabenow oder die Sängerin Lauren Newton an. Daneben hat Rabold mit Avantgarde-Jazz-Musikern wie Gunter Hampel, Jan Jankeje, Leszek Zadlo, Perry Robinson, Lester Bowie, Manfred Schoof, Michael Sell, Albert Mangelsdorff, Tony Oxley und Jeanne Lee gearbeitet.
Nach einer Pause seit 1984, während der Rabold sich im Wesentlichen mit der von ihm (bis heute) geleiteten Stuttgarter Uni BigBand um die Nachwuchsförderung kümmerte, wiederbelebte er 1995 seine Crew; aktuell (2018) bilden neben Rabold drei Saxophone (Regina Büchner, Benjamin Himpel sowie Magnus Mehl) die Frontline, die durch Sängerin Gisela Hafner bereichert wird; die Rhythmusgruppe bilden der Pianist Jörg Büchler, der Bassist Fritz Heieck und der Schlagzeuger Joe Kukula. Er tritt außerdem mit dem Jazz Inspiration Orchestra (zu dem Erich Stangl, Uli Bühl, Manfred Kniel und Fritz Heieck gehören) und den Stuttgart Small Stars auf. Dixieland und Swing spielte er mit seiner Ice-Cream Jazz-Band.
Als Komponist ist Rabold durch George Russell, Gil Evans und Charles Mingus beeinflusst.